# Stenocephalemys ruppi
Stenocephalemys ruppi é uma espécie de roedor da família Muridae.
Apenas pode ser encontrada na Etiópia.
Os seus habitats naturais são: matagal tropical ou subtropical de alta altitude.
Está ameaçada por perda de habitat.